# Clinique Ngaliema
La clinique Ngaliema est un hôpital général de référence publique congolais géré par le ministère de la Santé publique. Il est situé dans la ville-province de Kinshasa dans la commune de la Gombe en république démocratique du Congo. La clinique Ngaliema, créée en 1927, est actuellement[Quand ?] un hôpital national de référence tertiaire.